# 종족 (젤다의 전설)
종족은 젤다의 전설에 나오는 6가지 부족을 말한다.
종족 중에는 하일리아인, 겔드족, 고론족, 시커족, 조라족, 리토족이 있다.

## 리토족
젤다의 전설 바람의 지휘봉과 젤다의 전설 브레스 오브 더 와일드, 젤다무쌍 대재앙의 시대에서 등장한 종족이다.
새의 외형을 하고 있다. 새+인간의 조합이다. 하늘을 날고 활을 쏘는 것이 주 취미생활이다. 종족 중에 유일하게 날 수 있다. 밤에는 눈이 잘 안보이게 된다. 비가 오면 공중전은 힘들어지며 태초의 리토족 형태는 인간형태 에다가 부리만 달려있는 생김새였다고 한다. 리토족이 사는 마을은 리토마을로 높은 산에 위치하고 있다. 족장은 칸으로 보통에 비둘기나 매 등의 모습이 아니라 부엉이이다. 영걸 리발의 종족이다. 이름의 유래는 닭 또는 닭고기, 닭의 부위.

## 조라족
물고기의 형태를 하고 있다. 물고기+인간의 모습으로 수영이 취미생활이다. 무기로는 창을 쓰며 영걸 미파의 종족이다. 푸른빛으로 빛나는 조라족의 마을에서 살고 있다. 푸른빛으로 빛나는 이유는 야광석을 사용했기 때문이다. 조라족은 신체나이가 나이보다 훨씬 어리다. 왕은 도레판 왕이다. 이름의 유래는 음표, 음악 등.  
결혼이나 고백을 할 때 조라족의 갑옷을 선물한다고 한다. 그 이유는 영걸제에 적혀있는 데 그 내용은 어떤 조라족의 왕은 전투력이 그다지 뛰어나지 않았으나 몬스터들과의 전투에 나가게된다. 그래서 그 왕을 걱정한 왕비는 자신의 비늘로 갑옷을 만들어 왕에게 선물을 하였다. 그리하여 왕은 전투에 나갔고 위기에 몰려 리잘포스들에게 공격당하고 있을 때 갑자기 갑옷이 빛을 내 리잘포스들이 눈이 부셔 그 틈에 왕은 리잘포스들을 공격해 전투에서 이길 수 있었다는 이야기이다. 그 후로 갑옷을 선물하는 풍습이 생겼다고 한다.

## 겔드족
겔드족은 인간의 형태를 하였으나 머리가 붉은색이고 입술이 파란 종족이다. 겔드족들은 지금까지 공개된 바로는 여자들 밖에 없는 걸로 보인다. 영걸 우르보사의 종족이다. 사막지대에 겔드족들이 사는 겔드 마을을 만들어 살고 있다. 겔드의 마을은 브아이(여자)만 들어올 수 있고 브오이(남자)는 못 들어온다. 모래표범을 타고 다니는 게 취미생활이다. 호위무사와 보초병들은 무기로 창을 사용하고 가보로는 뇌전의 투구가 있다. 현재는 우르보사가 사망하여 족장은 루쥬이다.

## 고론족
고론족은 덩치가 크고 몸이 튼튼한 종족이다. 영걸 다르케르의 종족이며 광석을 캐는게 취미생활이다. 무기로는 해머 등을 쓰며 화산 근처 고론시티에서 살며 뜨거운 열기에도 끄떡없다. 음식으로는 돌을 먹는다. 그래서 인지 광석도 먹는다. 주변인 올딘 화산에는 신수 바•루다니아가 살며 이곳의 반장 은 브루도이다. 브루도가 워낙 무서웠는지 젤다의 전설 브레스 오브 더 와일드에서 처음에 윤돌을 찾을 때 링크가 반장이 시켰다고 하면 "뭐?! 반장이 시켰다고? 그럼 알려줘야지..."라며 반장을 워낙 무서워 한다. 그래서 링크가 반장을 공격하면 브루도는 다른 NPC들과 달리 무서워하지 않고 오히려 링크한테 주먹을 휘두른다.

## 시커족
시커족은 고대의 기술이 뛰어난 종족으로 카카리코 마을에 주로 살고 있다. 호루스의 눈 같이 생긴 문장을 주로 사용하며 검을 주로 사용하는 듯 하다. 임파가 살고 있는 마을이며 대요정의 숲이 있는 곳이다. 시커스톤을 바로 알아봤을 만큼 고대 기술에 뛰어난 편이다. 그래서 하테노 마을의 프루아나 로베리같은 연구자가 시커족에서 많이 나왔다. 시커 타워도 시커족의 이름을 따서 만든 것이다.

## 하일리아인
종족보단 각지에 흩어져 있는 사람들. 그러나 그 사람들이 만나 하테노 마을이라는 마을을 만들어 거기서 대부분 살고 있다. 링크와 하이랄 성의 공주와 젤다를 포함한 성에 살고있는 사람들도 하일리아인이다. 하지만 시커족도 성에 많이 살고 있다.

## 같이 보기
- 젤다의 전설 브레스 오브 더 와일드
- 젤다 (젤다의 전설)
- 젤다의 전설
- 리발
- 미파
- 우르보사
- 다르케르
- 젤다의 전설